# Salomona nigripes
Salomona nigripes är en insektsart som beskrevs av Morgan Hebard 1922. Salomona nigripes ingår i släktet Salomona och familjen vårtbitare. Inga underarter finns listade i Catalogue of Life.